# العقربية
العقربية؛ إحدى أحياء محافظة الخبر المهمة في المنطقة الشرقية في المملكة العربية السعودية يعتبر أحد اقدم احياء المدينة يمتاز بموقعه الذي يعتبر تقريبا في منتصف محافظة الخبر يتوسط الحي شارعان تجاريان هما الشارع العاشر والشارع الثاني والعشرون توجد العديد من المطاعم والمحلات التجارية في حي العقربية التي يزورها سكان محافظة الخبر.

## سبب التسمية
يقال بأن سبب تسمية حي العقربية بهذا الاسم نظرا لكونه قديمًا مليئًا بالعقارب، وقيل لكثرة الأمطار فيها قديمًا والارجح السبب الأول.

## تاريخ
«هذا الحي له من اسمه نصيب إذ سمي بهذا الاسم لكونه قديما كان مليئا بالعقارب، فأطلق عليه (حي العقربيه)، وعند بحثنا عن أول من سكن هذا الحي وجدنا أن قبيلة «نعيم النازحة» من قطر هم أول من سكنوه ومازالوا يسكنونها حتى الآن، ومنهم وزير البترول المهندس علي النعيمي، حيث إن هذه القبيلة كان لها دور كبير في تطوير الحي ومن بعدهم أتت باقي القبائل ومنها قبيلة بني هاجر وأفراد من قبائل أخرى، والتي قدمت لمحافظة الخبر بحكم توفر الوظائف في شركة ارامكو. ويعد الحي من أسرع الأحياء تطورا ونموا آنذاك بسبب وجود العمالة الأجنبية فيه بكثرة، حيث يعتبر محمد بن سعد الرحماني البقمي أول عمدة بحي العقربية والذي تولى هذا المنصب من عام 1407 هـ وعند لقائنا بالرحماني أكد على أن من أوائل القبائل التي سكنت بهذا الحي هم قبيلة نعيم وشيخهم حمد بن راشد النعيمي، والذين كانوا يمتلكون مجموعات من الإبل ذات اللون الأحمر وكانوا يذهبون بها إلى بئر موجودة بالحي للسقيا، وعندما يبدأون في سحب الماء بالدلو يجدون العقارب وبكثرة في الماء فأتت من هنا سبب التسمية. وأضاف الرحماني: إن قبيلة بني هاجر جاءت بعد قبيلة نعيم وأفراد قليلة من قبيلة البقوم وسبيع ومن العوائل عائلة الزامل والذكير والفرج، ويقول الرحماني: إن مدرسة العقربية الابتدائية والتي كانت على الشارع العاشر من أوائل المدارس بالحي، وكذلك مركز صحي العقربية من أوائل المراكز الصحية والذي يقع على تقاطع الشارع العاشر مع شارع الأمير حمود ومازال في موقعه، ولفت إلى أنه كانت هناك مجموعة من الصناديق والصفيح اتخذت للسكن، كانت تقع قريبة من الشارع العاشر ويسكنها بعضٌ من أفراد القبائل الموجودة بالحي، كما كان قصر الأمير سلمان بن عبد العزيز يقع في الجهة الشمالية للحي، ويشرح الرحماني النمو العمراني السريع للحي قائلا: بدأ العمل في إنشاء المستشفى التعليمي في عام 1401هـ تقريبا، وبدأت شركة ارامكو في بناء مساكن للعمال من الفئة VIP من الجالية اللبنانية والأمريكية والأوربية، وذكر أنه كانت هناك محاولة لتغيير اسم العقربية إلى حي البساتين، ولكن لم يجد هذا الرأي قبولا من الناس، وتم تثبيت اسم العقربية رسميا آنذاك.»

## موقعه
يقع حي العقربية بالقرب من منتصف محافظة الخبر يحده من الشمال طريق الأمير فيصل بن فهد (يُعرف بشارع البيبسي سابقًا) وحي الحزام الذهبي ومن الشرق حي مدينة العمال الذي يقع فيه نادي القادسية السعودي ومن الجنوب طريق خادم الحرمين الشريفين (الذي يعد الطريق الرئيسي بالخبر) وحي الثقبة ومن الغرب حي العليا الذي يقع فيه مجمع الراشد الذي يعد إحدى أشهر مجمعات محافظة الخبر.

## الشوارع الرئيسية
- طريق خادم الحرمين الشريفين (أو شارع الظهران سابقًا، يعد شريان محافظة الخبر ويحد حي العقربية جنوبًا وهو الذي يؤدي إلى مركز المدينة والواجهة البحرية)

- طريق الأمير فيصل بن فهد (شارع البيبسي سابقًا، والذي يعد أحد أهم الشوارع بالخبر ويحتوي على العديد من المطاعم العالمية والمحلات والذي يؤدي إلى فندق الميريديان شرقاً)

- الشارع العاشر (شارع تجاري يحتوي على محلات تجارية وبعض المطاعم الذي يرتادها أهل الحي)

- الشارع السادس عشر

- الشارع الثاني والعشرون (شارع يحتوي على العديد من المطاعم المحلية والمحلات التجارية)

- شارع الأمير حمود

## الجمعيات الخيرية
- جمعية الدعوة والإرشاد وتوعية الجاليات بالعقربية (شعبة الجاليات )

مؤسسة خيرية دعوية تهتم بالدعوة إلى الله بالحكمة والموعظة الحسنة لجميع شرائح المجتمع من مسلمين وغير مسلمين
ويشرف عليها إدارياً ومالياً المركز الوطني لتنمية القطاع غير الربحي والتي اعتمدها كجمعية دعوية برقم 5282 بتاريخ 1444/11/19 هـ
مع إبقاء الإشراف الفني لوزارة الشؤون الإسلامية

## المستشفيات والمراكز الصحية
- مستشفى الملك فهد الجامعي التعليمي

- مستوصف العقربية / مركز العقربية الصحي

- مستوصف الخبر التعاوني

- مستوصف الزقزوق لطب الاسنان

## الجوامع
- جامع عمر بن عبد العزيز (خطب فيه الشيخ محمد صالح المنجد لأكثر من 25 عام)

- جامع رياض الصالحين

- جامع محمد عبود بامردوف

- جامع مكة

- جامع انس بن مالك

- جامع ابن قدامة

- جامع العروة الوثقى

## الأسواق
- أسواق المزرعة 16

- أسواق التميمي

- أسواق النخبة

## بعض المطاعم المعروفة لدى أهل الحي
- معجنات وشاورما اللذيذة

- مطاعم شواطئ الخليج

- مطاعم هاشم

- قرية الخبر التراثية (مطعم ماضينا)

- مطاعم سما ديرتي

- مطاعم مشوار

- برجر كنق

- دومينوز بيتزا

- ليتل سيزر

- عصيرات الذهبي

- وقت الشاي